# Елі Маршаль
Елі Маршаль (фр. Élie Marchal; 1839—1923) — бельгійський міколог та ботанік-систематик.

## Біографія
Елі Маршаль народився 1 березня 1839 року в комуні Вазіньї у Арденнах. Незабаром після його народження родина переїхала у Еблі. Маршаль навчався в середній школі у Нефшато, згодом отримав педагогічну освіту у Нівелі.
З 1861 до 1871 Маршаль викладав у школах у Віртоні, Аті, Візе та Масейку. З 1871 року Елі працював у Брюссельському ботанічному саду. З 1872 до 1880 року він також викладав у сільськогосподарському училищі у Вілворде. У 1881 році він був призначений професором ботаніки в учительській школі Брюсселя.
У 1899 році Маршаль пішов на пенсію та переїхав у Жамблу. Там Елі разом із сином Емілем Жюлем Жозефом вивчали розмноження дводомних мохів, за що були удостоєні медалі Демазьєра Паризької академії наук.
Елі Маршаль помер 19 лютого 1923 року у Жамблу.
Основний гербарій Елі Маршаля зберігається у Національному ботанічному саду Бельгії у Мейса (BR).

## Роди, названі на честь Е. Маршаля
- Marchalia Sacc., 1889 [syn.  Cocconia Sacc., 1889]
- Marchaliella G.Winter ex E.Bommer & M.Rousseau, 1891 [syn.  Testudina Bizz., 1885]

## Окремі наукові праці
- Révision des Hédéracées américaines : description de dix-huit espèces nouvelles et d'un genre inédit, 1879 - Revision of American Hederaceae, description of 18 new species and a unique genus.
- Notice sur les hédéracées récoltées : dans la Nouvelle-Grenade, l'Équateur et le Pérou, 1880 - Notice involving Hederaceae collected in New Granada, Ecuador and Peru.
- Recherches expérimentales sur la sexualité des spores chez les mousses dioïques, 1906 - Experimental research on spore sexuality in dioecious mosses (with Émile Marchal).[4]